# Церковь Святого Петра (Мюнхнерау)
Церковь Святого Петра (нем. Filialkirche St. Peter) — римско-католическая филиальная церковь, расположенная в районе Мюнхнерау баварского города Ландсхут. Исходно позднероманское здание, построенное в период между XII и XIII веками, было перестроено в стиле барокко в XVII—XVIII веках. Занесена в список памятников архитектуры (No. D-2-61-000-599).